# Mimosa-Rocks-Nationalpark
Der Mimosa-Rocks-Nationalpark ist ein Nationalpark im Südosten des australischen Bundesstaates New South Wales, 329 km südlich von Sydney zwischen den Städten Tathra und Bermagui.
Das Gebiet wurde am 13. April 1973 zum Nationalpark erklärt. Zuletzt kam 1999 eine Fläche von 105 ha dazu, die vom Murrah Garden Estate abgetrennt wurde und die Küstenabschnitte Bunga Beach und Goalen Head enthält. Der Bournda-Nationalpark schließt sich im Süden an.
Der Park beginnt am Nordende des Tathra Beach und erstreckt sich von dort etwa 16 km nach Norden. Von der Verbindungsstraße Tathra–Bermagui aus gibt es fünf Zufahrten.
Im Mimosa-Rocks-Nationalpark gibt es vier Zeltplätze, Gillards, Middle Beach, Aragannu und Picnic Point. Alle Zeltplätze sind mit Barbecuegrills und Trockentoiletten ausgestattet.